# One More Gate: A Wakfu Legend
One More Gate: A Wakfu Legend est un jeu vidéo développé par Ankama et sorti en 2023 sur Windows et macOS puis en 2024 sur Nintendo Switch. Roguelite avec un deck-building, il est dérivé de la série d'animation Wakfu.

## Trame
À l'instar de la plupart des créations vidéoludiques d'Ankama, One More Gate prend place dans l'univers fictif du Krosmoz, développé à partir du MMORPG Dofus sorti en 2004. Univers transmédia, une autre de ses œuvres principales est la série d'animation Wakfu — sortie simultanément au MMORPG Wakfu —, dont le décor et les personnages de One More Gate sont dérivés. Plus précisément, One More Gate développe le scénario de la troisième saison de la série, sortie en 2018, avant la sortie est d'une saison 4 prévue pour 2024.
Le joueur incarne Oropo, l'antagoniste des deux dernières saisons de la série, qui parcourt la planète appelée « Monde des Douze » et affronte différentes créatures. One More Gate conserve un lore semblable aux précédents jeux qui ont prenaient place dans le même univers, avec une représentation similaire des personnes non-joueurs et des monstres à combattre et une même mythologie.

## Système de jeu

### Généralités
One More Gate propose des mécaniques de jeu roguelite classique, calquées sur le jeu de référence dans le domaine Slay the Spire. Le joueur évolue en solo à travers des donjons où lui sont proposés différents combats. Ces donjons lui procurent des cartes et des capacités qui lui permettent de progresser. Le combat est basé sur un deckbuilding au tour par tour, c'est-à-dire un deck de cartes virtuelles à constituer avant le combat et qui limitent le nombre d'action par tour,.
Ce jeu est une première pour Ankama parmi les jeux développant le Krosmoz, à la fois dans le genre du roguelite et dans la direction artistique, qui remplace les très fins habituels par un style épurés. Le système de jeu proposé reste simple, sans mécaniques complexes, et adressé davantage à des néophytes qu'à des joueurs expérimentés du genre,.

## Développement
Le jeu est annoncé au public le 13 juin 2022 lors du Steam Néo Festival, pour PC, Mac et Nintendo Switch. Une version de démonstration (dite démo) sort pour l'occasion. Elle reçoit un bon accueil de la presse spécialisée, qui apprécie une « belle porte d'entrée dans le genre des roguelite-deckbuilder » (Jeuxvideo.com), malgré un système de jeu très classique, et note des graphismes innovants pour Ankama,,.
One More Gate sort ensuite en accès anticipé (c'est-à-dire la commercialisation d'une version incomplète) en octobre de la même année, pour le prix de 16 euros via la plateforme de distribution dématérialisée Steam ou le launcher Ankama. Deux donjons sont disponibles sur quatre prévus, avec le hub, le système de quêtes et 70 runes.

## Accueil
Le site spécialisé JeuxOnLine, s'il apprécie la jouabilité et la progression, critique des mécaniques « trop classiques » et légères.
À propos de l'aspect graphique, IGN France estime que la direction artistique, si elle « soignée », reste toutefois trop simple,. Jeuxvideo.com félicite la prise de risque — sans que le jeu ne soit pour autant original dans l'industrie — et l'aspect bucolique qui ressort des graphiques et de la bande-son.